# Potentilla lindackeri
Potentilla lindackeri är en rosväxtart som beskrevs av Ignaz Friedrich Tausch. Potentilla lindackeri ingår i Fingerörtssläktet som ingår i familjen rosväxter. Inga underarter finns listade i Catalogue of Life.